# Volta a Portugal de 2011

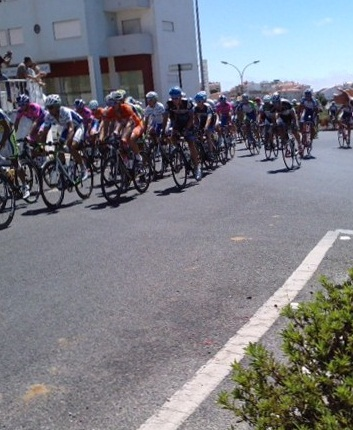
Passagem do pelotão da Volta a Portugal de 2010 no lugar da Paz, em Mafra, a 15 de Agosto de 2011

A 73ª edição da Volta a Portugal em Bicicleta teve lugar entre 4 e 15 de agosto de 2011 com um percurso de 1.626,4 km dividido em 10 etapas e um prólogo.
A carreira pertenceu ao UCI Europe Tour de 2010-2011, dentro da categoria 2.1. Duas novidades relevantes foram o início da prova com um prólogo inédito em Fafe e na Etapa Rainha da Volta, a subida ao alto da Torre foi efectuada pelo lado Covilhã-Penhas da Saúde, que é considerado o trajecto mais difícil até ao ponto mais alto de Portugal Continental. Este percurso regressou após oito anos de interregno.

O ganhador final foi Ricardo Mestre    (quem ademais fez-se com uma etapa). Acompanharam-lhe no pódio André Cardoso e Rui Sousa, respectivamente.
O as classificações secundárias impuseram-se Sérgio Ribeiro (pontos),Fabricio Ferrari (montanha),Garikoitz Bravo (jovens) e Tavira-Prio (equipas).

## Equipas participantes

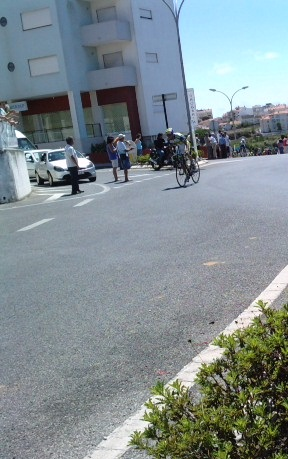
Um ciclista da Barbot-Efapel na Volta a Portugal de 2010, à passagem pelo lugar da Paz, em Mafra, a 15 de Agosto de 2011

Tomaram parte na carreira 14 equipas: 1 italiano de categoria UCI ProTour; 3 de categoria Profissional Continental; 7 de categoria Continental; e a Selecção de Portugal. Formando assim um pelotão de 126 corredores, com 9 ciclistas a cada equipa, dos que acabaram 91. As equipas participantes foram:
| N.º     | Equipa                        | Cód. UCI | Categoria                |
| ------- | ----------------------------- | -------- | ------------------------ |
| 1-9     | Tavira-Prio                   | PRT      | Continental              |
| 11-19   | Barbot-Efapel                 | BEF      | Continental              |
| 21-29   | LA-Antarte                    | LAR      | Continental              |
| 31-39   | Onda                          | BOA      | Continental              |
| 41-49   | Selecção de Portugal          | POR      | Selecção nacional        |
| 51-59   | Lampre-ISD                    | LAM      | UCI ProTeam              |
| 61-69   | Farnese Vini-Neri Sottoli     | FWN      | Profissional Continental |
| 81-89   | Caja Rural                    | CJR      | Profissional Continental |
| 91-99   | Andalucía-Caja Granada        | ACG      | Profissional Continental |
| 101-109 | Vélo Clube La Pomme Marseille | LPM      | Continental              |
| 111-119 | Konya Torku Seker Spor-Vivelo | KTV      | Continental              |
| 121-129 | Itera-Katusha                 | IKA      | Continental              |
| 131-139 | Chipotle Development          | CDT      | Continental              |

A equipa Acqua & Sapone, que em princípio ia participar, a última hora anulou sua participação. Esta edição da prova teria, no máximo, 117 corredores à partida, prevendo-se o pelotão mais pequeno desde a edição de 1993. Foram estas as equipas que participaram na Volta a Portugal de 2011:

## Etapas
| Etapa           | Data         | Percurso                                         | km                        | Ganhador                  | Líder                     |
| Prólogo         | 4 de agosto  | Fafe-Fafe                                        | 2,2 (CRI)                 | Hugo Sabido               | Hugo Sabido               |
| 1.ª             | 5 de agosto  | Trofa-Oliveira do Bairro                         | 187,7                     | Sérgio Ribeiro            | Sérgio Ribeiro            |
| 2.ª             | 6 de agosto  | Oliveira de Azeméis-Santo Tirso                  | 184,4                     | Sérgio Ribeiro            | Sérgio Ribeiro            |
| 3.ª             | 7 de agosto  | Viana do Castelo-Mondim de Basto (Sra. de Graça) | 151                       | Hernâni Brôco             | Hernâni Brôco             |
| 4.ª             | 8 de agosto  | Lamego-Gouveia                                   | 182,3                     | José Toribio Alcolea      | Hernâni Brôco             |
| 5.ª             | 9 de agosto  | Oliveira do Hospital-Viseu                       | 150,3                     | Andrea Guardini           | Sérgio Ribeiro            |
| Dia de descanso | 10 de agosto | 5ª Etapa da Volta - Viseu                        | 5ª Etapa da Volta - Viseu | 5ª Etapa da Volta - Viseu | 5ª Etapa da Volta - Viseu |
| 6.ª             | 11 de agosto | Aveiro-Castelo Branco                            | 215,9                     | Francesco Gavazzi         | Sérgio Ribeiro            |
| 7.ª             | 12 de agosto | Sabugal-Guarda                                   | 35,3 (CRI)                | Ricardo Mestre            | Ricardo Mestre            |
| 8.ª             | 13 de agosto | Seia-Seia (Torre)                                | 182,8                     | André Cardoso             | Ricardo Mestre            |
| 9.ª             | 14 de agosto | Covilhã-Sertã                                    | 182,3                     | Jacob Rathe               | Ricardo Mestre            |
| 10.ª            | 15 de agosto | Sintra-Lisboa                                    | 152,2                     | Francesco Gavazzi         | Ricardo Mestre            |

## Classificações finais
fontes: 

### Classificação geral
| Posição | Ciclista        | Equipa        | Tempo            |
| ------- | --------------- | ------------- | ---------------- |
|         | Ricardo Mestre  | Tavira-Prio   | 42 h 34 min 44 s |
| 2       | André Cardoso   | Tavira-Prio   | 1 min 31 s       |
| 3       | Rui Sousa       | Barbot-Efapel | 2 min 24 s       |
| 4       | Nelson Vitorino | Tavira-Prio   | 2 min 48 s       |
| 5       | Hernâni Brôco   | LA-Antarte    | 2 min 58 s       |
| 6       | Sérgio Ribeiro  | Barbot-Efapel | 5 min 12 s       |
| 7       | Vergilio Santos | LA-Antarte    | 6 min 44 s       |
| 8       | Sérgio Sousa    | Barbot-Efapel | 7 min 13 s       |
| 9       | Joao Cabreira   | Onda          | 8 min 15 s       |
| 10      | Daniel Silva    | Onda          | 8 min 16 s       |